# Euphorbia otjingandu
Euphorbia otjingandu är en törelväxtart som beskrevs av Wessel Swanepoel. Euphorbia otjingandu ingår i släktet törlar, och familjen törelväxter.
Artens utbredningsområde är Namibia. Inga underarter finns listade i Catalogue of Life.